# Крепостные сооружения Древней Руси

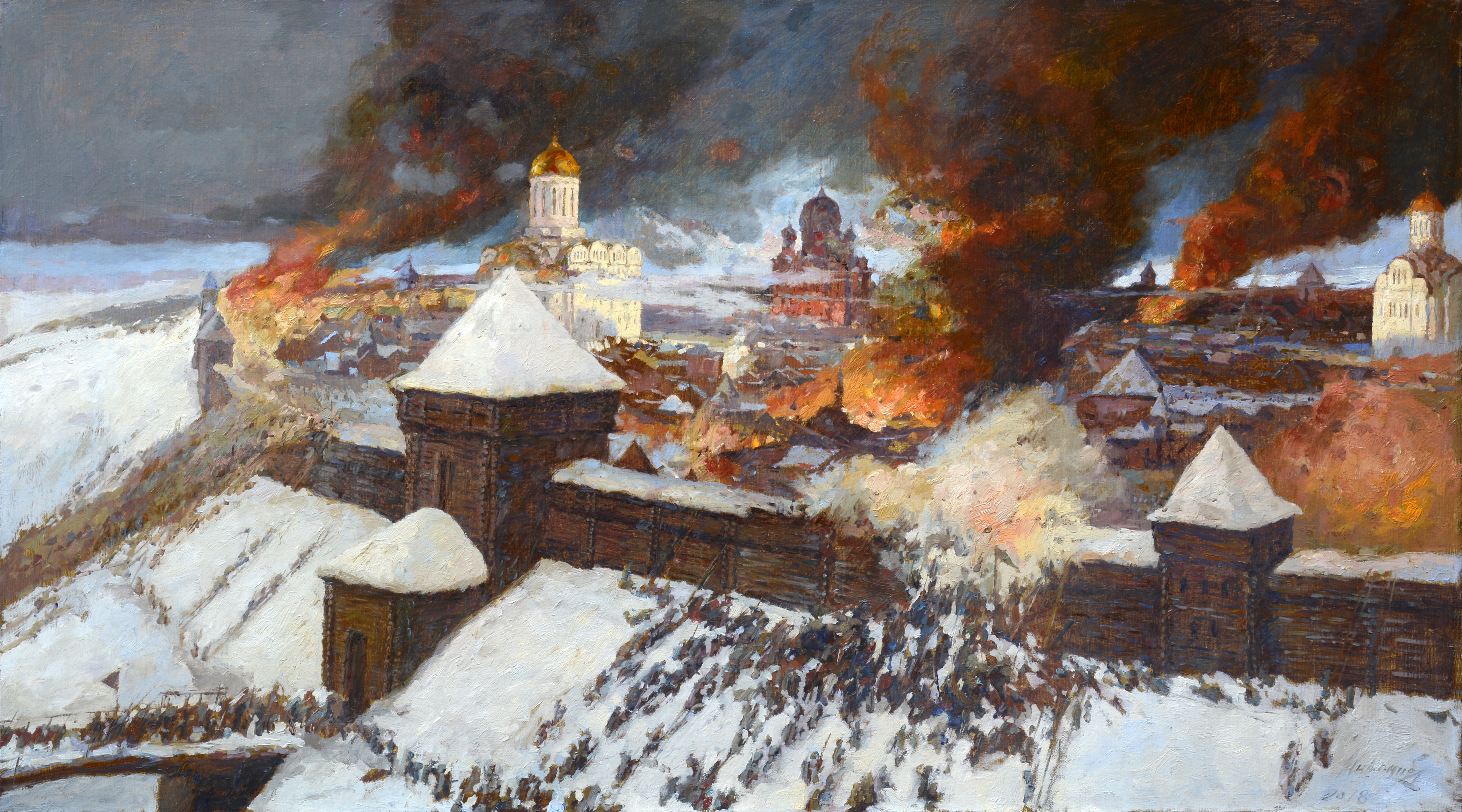
«Оборона Рязани». С картины Е. И. Дешалыта

Крепостные сооружения Древней Руси — крепости и замки, существовавшие в русских княжествах с момента зарождения Древнерусского государства в IX веке до Батыева нашествия. За время своего существования они преобразовались от небольших оград, защищавших поселения родов и племен, до мощных оборонительных сооружений в несколько линий, характерных для крупных городов.
В большинстве случаев укрепления строились на естественном возвышении, обычно на мысу при впадении одной реки в другую. При таком расположении крепости её строители также могли преследовать цель контроля важной водной артерии.
Древнерусские укрепления в большинстве своем не дошли до нашего времени. Их исследуют, обращаясь к письменным источникам и непосредственно изучая руины крепостей — городища.

## Общая характеристика

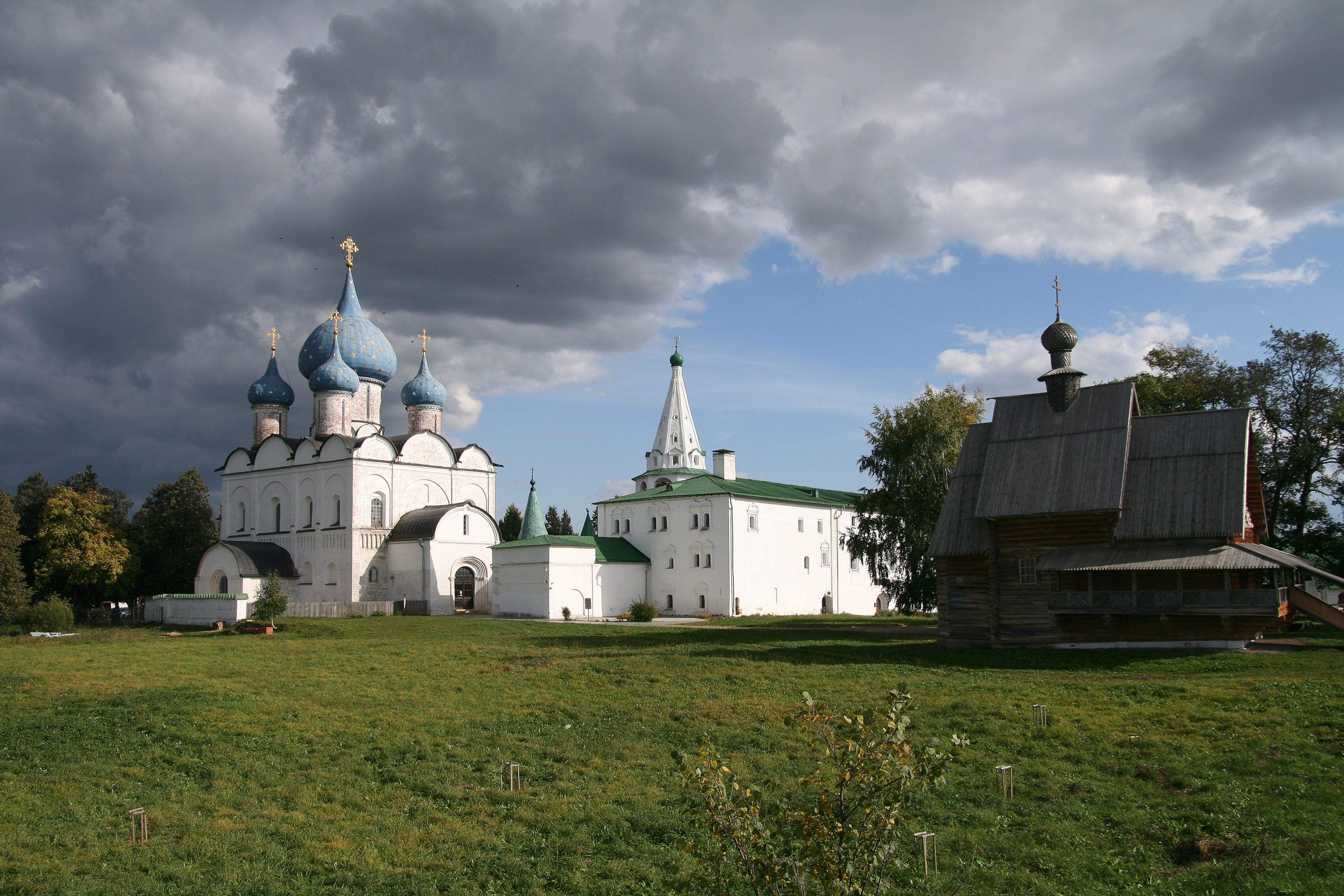
Суздальский кремль.

М. Н. Тихомиров писал, что наличие укреплений в древнерусских городах было одной из их отличительных черт. Город прежде всего был укрепленным пунктом. Его центральная и укрепленная часть среди населения и именовалась «городом» или «детинцем». Большинство древнерусских городов в период до монгольского нашествия имели деревянные укрепления, хотя внутри них могли быть и каменные постройки — храмы и княжеские хоромы. При отсутствии огнестрельного оружия и нечастом применении осадных машин на Руси деревянные стены, как правило, служили достаточной защитой.
В большинстве случаев укрепления строились на естественном возвышении, обычно на мысу при впадении одной реки в другую. Н. Н. Воронин писал, что при таком расположении крепости её строители также могли преследовать цель контроля устья важной водной артерии. Возвышенное местоположение было одним из наиболее важных факторов для выбора места под укрепление. Данная причина прослеживается в расположении значительного количества крепостей, замков и городищ Древней Руси, среди которых Киев, Чернигов, Полоцк, Галич, Псков, Владимир-на-Клязьме и др. Также поэтому в славянских землях многие городские замки именовали «вышгородами». Кроме того, укрепления строили близ крутых оврагов или на небольших холмах, окружённых топкими трясинами и болотами. Расположенные в таких местах крепости как правило характеризуются высокими валами. В северо-западных районах Руси укрепления зачастую возводили на останцах, в районах моренных всхолмлений.
В VIII—X веках наиболее распространённым типом укреплений было мысовое. Их воздвигали в месте, которое было ограничено оврагами или находилось при слиянии двух рек. Сторона, не прикрытая рекой или оврагом, окапывалась рвом, а землю из него насыпали вдоль кромки рва, создавая таким образом вал.
Вплоть до второй половины X века городища восточных славян оставались достаточно примитивными, и в первую очередь опирались на естественные препятствия — склоны, овраги, либо искусственные рвы. Если поселение стояло на мысу, а его склоны были недостаточно крутыми, их искусственно подправляли, с середины высоты отрывая горизонтальную террасу, благодаря чему верхняя половина склона приобретала большую крутизну. П. А. Раппопорт отмечал, что так как поселения восточных славян принадлежали небольшим общинам, а государственность в период VI—IX веков только зарождалась, строительство мощных укреплений было практически невозможно.
В IX веке также получили распространение округлые в плане укрепления, расположенные не на мысах, а на коренных берегах водоёмов. Однако их оборонительные системы не отличались большой мощностью. В этот период основной задачей укреплений было не дать неприятелю взять поселение «изъездом» — быстрым и неожиданным нападением. Именно такой способ захвата укреплённых пунктов практиковали кочевники и литовские племена, которые не умели вести осад и с которыми часто воевали восточные славяне.
В отличие от большинства других древнерусских княжеств укрепления в Псковской и Новгородской землях частично строились из камня. Н. Н. Воронин писал, что это объясняется обилием известняка в этих районах и удобством его разработки. Также он предположил, что на характере укреплений псковских и новгородских крепостей могла сказаться угроза со стороны шведов, датчан и немецких крестоносцев, которые в отличие от печенегов и половцев, угрожавших южным русским княжествам, имели опыт штурма замков.
В X—XI веках внешнеполитическая ситуация в Древней Руси обострилась. На западе ощущалось давление со стороны молодого польского государства, на юге все большую угрозу представляли печенеги. Эти процессы по времени совпали с ростом производительных возможностей Руси, стали воздвигаться феодальные замки, княжеские крепости и города-центры ремесленного производства, обладавшие более качественными и мощными системами укреплений.
В конце XI — начале XII века черты укреплённых пунктов получили также замки-усадьбы крупных землевладельцев и монастыри. Усадьбы, как правило, огораживались тыном, помимо него они могли иметь валы и башни. Многие монастыри также были укреплены, их защищали деревянные или каменные стены. В некоторых случаях монастырские укрепления, расположенные в городе, дополняли его оборонительную систему.
Среди городских ремесленников довольно рано выделились «городники» — специалисты по постройке городских укреплений. На оплату их работы и обновление укреплений население платило пошлину — «городное». Либо само участвовало в строительстве укреплений — «городном деле». Порой, князья могли освободить зависимых крестьян от повинностей в свою пользу, но обязанность чинить крепости сохранялась. Аналогичной была ситуация и в отношении горожан.
Строительство укреплений требовало больших усилий. По подсчётам П. А. Раппопорта, укрепления «города Ярослава» в Киеве строили около 1000 человек на протяжении пяти лет. Крепость Мстиславль (неподалёку от Юрьев-Польского) во Владимиро-Суздальском княжестве была воздвигнута примерно 180 рабочими за один строительный сезон.

## Элементы крепостных сооружений

### Валы и стены

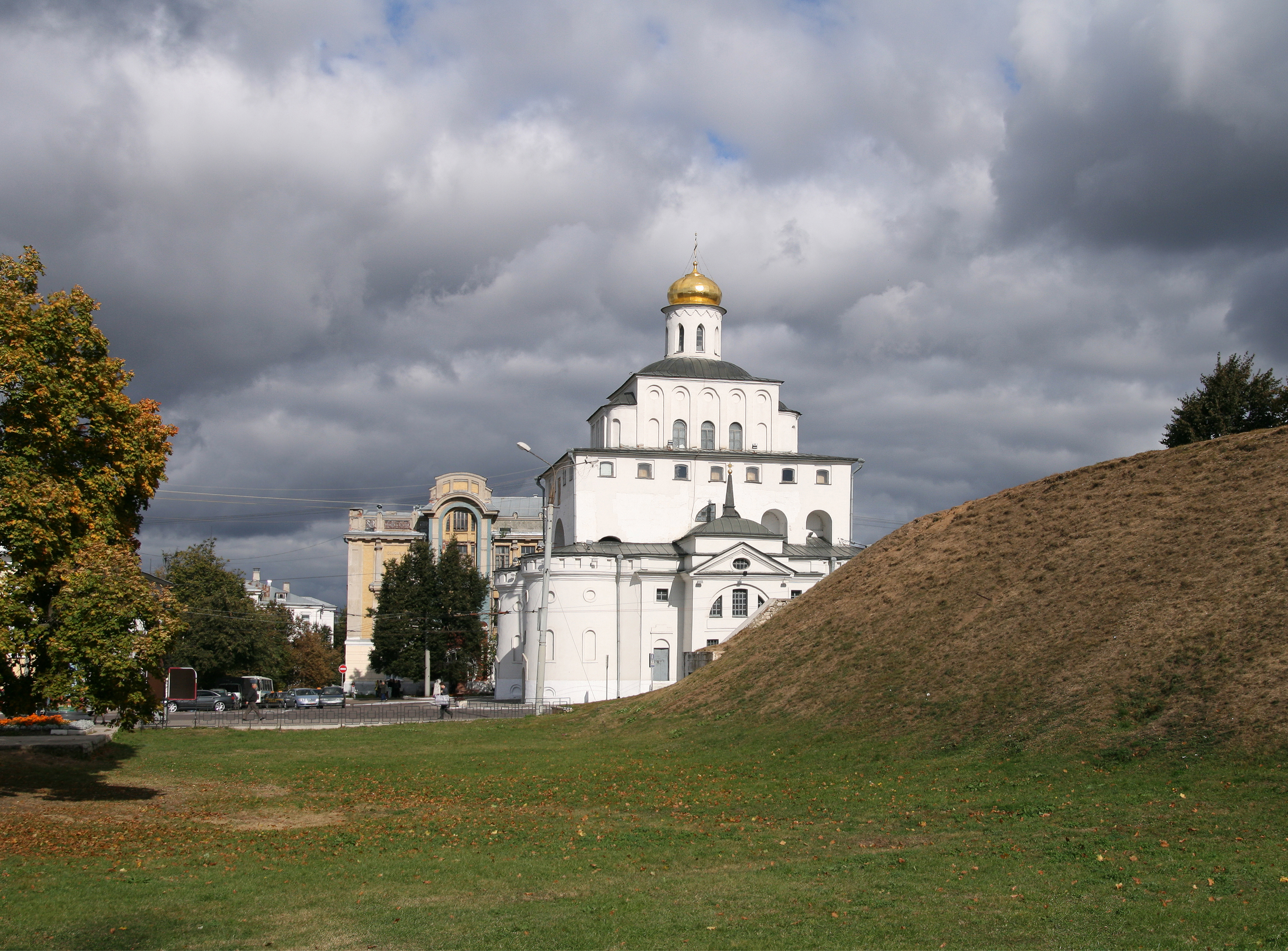
Золотые ворота и вал во Владимире

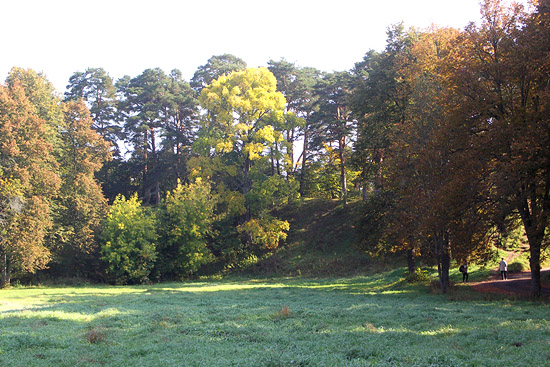
Остатки валов в Звенигороде.

Стены как составные части укреплений имели различную конструкцию в зависимости от размера и важности укреплённого пункта.
Наиболее простым вариантом был тын, вертикальный либо под некоторым наклоном. Он состоял из плотно пригнанных друг к другу заострённых брёвен. Также вместо тына иногда использовалась стена, сделанная из горизонтальных брёвен в стояках. Тын был довольно простым по своему устройству, его ставили в случае неожиданной опасности. Тыном также могли огораживаться военные лагеря. В летописях его именуют «огородом» либо «столпием».
Более сложной конструкцией была стена из «городней» — поставленных рядом срубов, которые внутри засыпались землёй. Иногда такие срубы оставлялись пустыми и были приспособлены для жилья или хозяйственных нужд. Срубы, как правило, ставились вплотную друг к другу, но из-за выступавших концов бревен между ними оставался промежуток. Такая конструкция придавала валу прочность и определённую крутизну, предохраняла его от оползания. Срубы ставили в один, а иногда и в два или три ряда. Их использование в основании валов получило широкое распространение на Руси в XI—XIII вв..
В начале XII столетия срубная конструкция была несколько улучшена: вместо стоящих рядом срубов использовалась сплошная линия. Бревна лицевых стенок рубились «внахлестку» в поперечные стенки, которые разделяли соседние помещения. Образованные таким образом помещения могли быть квадратной, прямоугольной или трапециевидной формы.

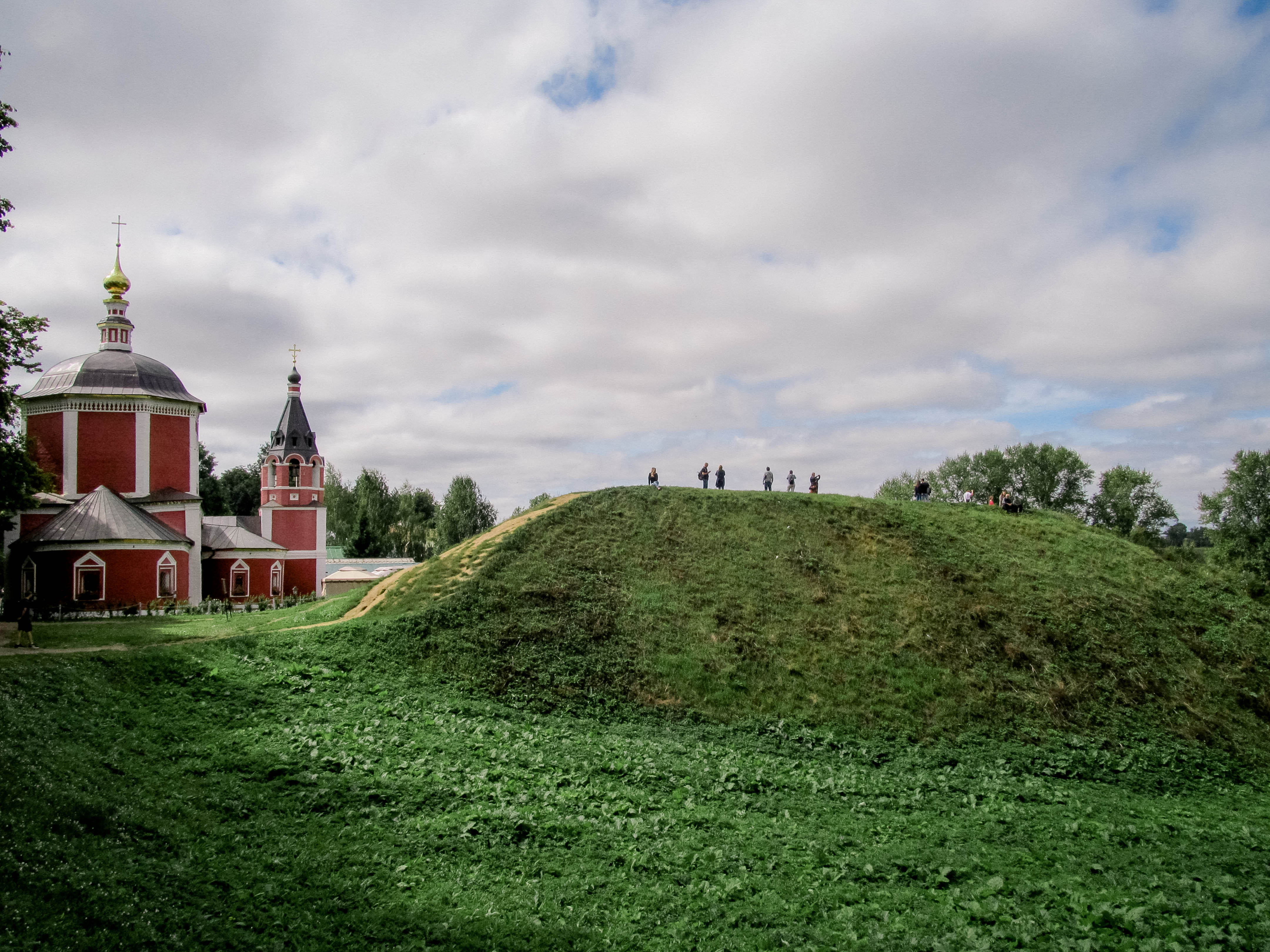
Остатки валов Суздальского кремля.

Поверх стены делался помост, ограждённый с внешней стороны «заборолами» — бруствером. Иногда «заборолом» именовали и всю стену. В них были устроены щели — «скважни», для стрельбы по осаждающим. При этом без постоянного надзора и обновления срубы, не связанные между собой, давали разную осадку, их стыки загнивали, и вся стена постепенно начинала ветшать. Высота стен могла варьироваться, в некоторых случаях они были небольшими. В летописях сохранилось упоминание, что во время осады галичского города Ушицы Иваном Берладником смерды перескакивали через заборола, что, по мнению М. Н. Тихомирова было бы невозможно в случае высоких стен.
Перед валом и стеной сооружался ров. Между ним и основанием вала существовала горизонтальная площадка берега шириной около 1 метра. Она предохраняла основание вала от постепенного сползания в ров. В некоторых случаях передний край рва укреплялся частоколом, наклонённым во внешнюю сторону.

### Башни
Стены укреплений усиливались башнями, которые в древнерусских летописях именуются «вежами». Их размещали над воротами либо в местах поворота стен. В ряде случаев башни могли строиться на каменном фундаменте. Зачастую они несколько выступали за линию стен, что позволяло держать под перекрёстным обстрелом идущего на штурм неприятеля. П. А. Раппопорт писал, что до XII вв. многие крепости имели минимальное количество башен. Как правило, была только надвратная башня. Остальные башни строились как смотровые вышки в возвышенной части укреплений. Во второй половине XIII века в детинцах Галицко-Волынского княжества и находившихся под его влиянием соседних западнорусских княжеств строятся каменные башни волынского типа. Наиболее известная из них — Каменецкая башня.

### Ворота

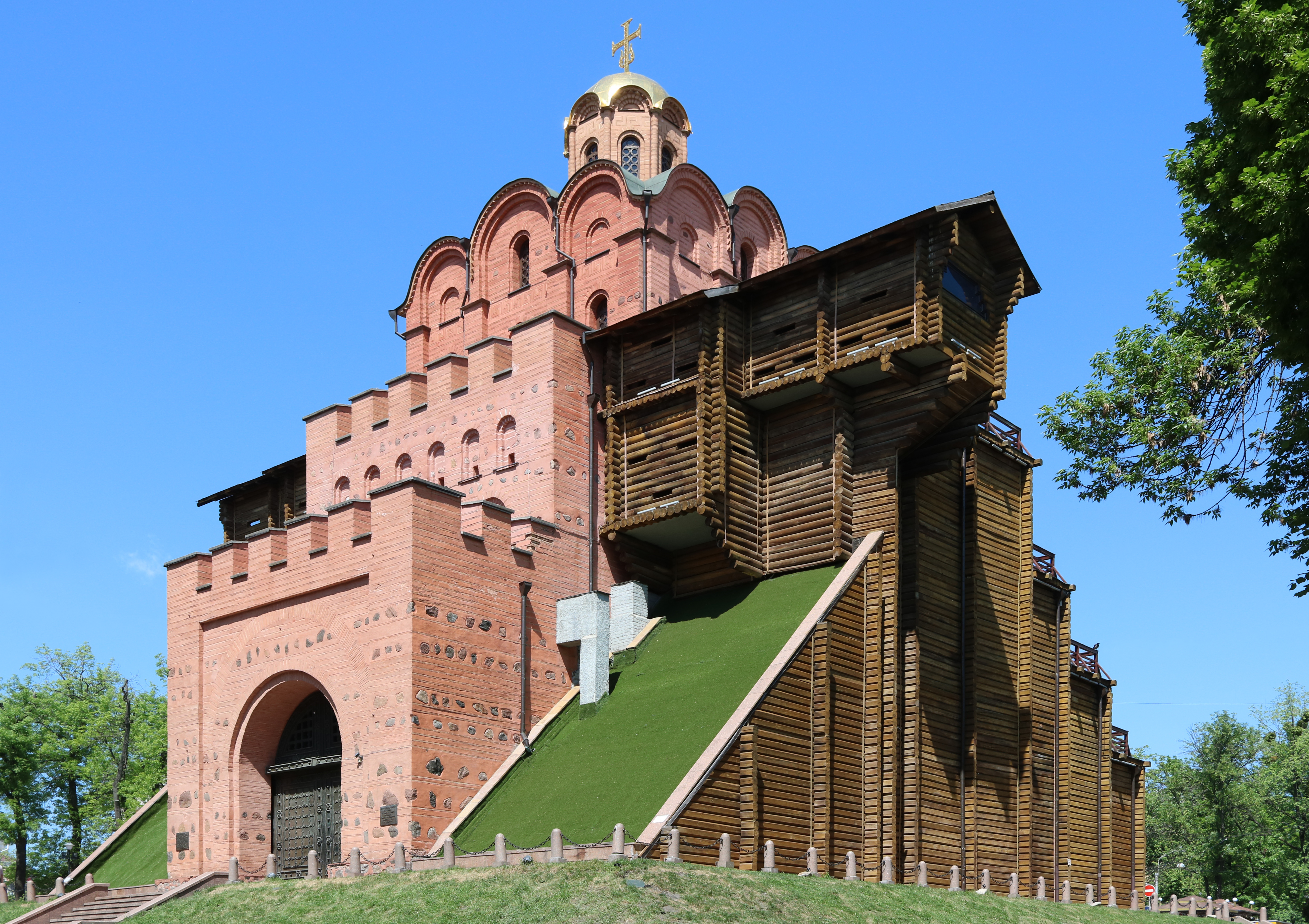
Золотые ворота Киева.

Обязательным элементом укрепления были ворота. Их количество зависело от размеров поселения. Например, в Киеве было не менее четырёх ворот — Золотые, Жидовские (позднее Львовские), Лядские и Угорские. Во Владимире-на-Клязьме во время правления Андрея Боголюбского в городе имелось семь входных ворот: Волжские, Золотые, Иринины (или Оринины), Медяные, Серебряные, Ивановские и Торговые. В маленьких крепостях и замках, как правило, довольствовались одними воротами. Как писал М. Н. Тихомиров, значение ворот для города подчёркивается тем, что термин «отворити ворота» обозначал сдачу города.
Ворота, как правило, представляли собой проездную башню, от которой через ров шёл мост. Напротив них на противоположном берегу близ рва ставились короткие бревна, вкопанные на близком друг от друга расстоянии, что затрудняло подход противника ко рву. Если в городе или крепости не было глубоких колодцев либо других источников воды, в основании стен делались небольшие «водяные» ворота, через которые носили воду.
Н. Н. Воронин так описывал Золотые ворота в Киеве:
Золотые ворота представляли собой две параллельных каменных стены, соединённые между собой сводом. На его верхней площадке, несомненно, имевшей оборонительное боевое назначение, находилась небольшая церковь Благовещения. Огромная высота арочного пролёта, который было немыслимо закрыть воротами на всю вышину, заставляет предполагать внутри его дополнительную арку, к которой и примыкали воротные полотнища. Вероятно также, что в арках ворот на балке, закреплённых в боковых стенах, устраивался деревянный боевой настил, который позволял защищать подступ к воротам. Воротные полотнища были окованы вызолоченной медью, что, вероятно, и дало повод к их названию «золотыми». Насыпь вала примыкала непосредственно к боковым фасадам ворот.

## Площади крепостей
Крупнейшими крепостями раннего периода были город Владимира в Киеве (10-12 га) и Новгородский кремль X—XI вв. (по разным оценкам от 7 до 12 га). В XI веке в Киеве был построен город Ярослава и таким образом все крепостные сооружения Верхнего города достигли площади 100 га.
Распад Киевской Руси способствовал экономическому развитию, в том числе и развитию городов, и увеличению размеров крепостей. Новые крепости строились в дополнение, как правило примыкая к старым, огораживая территории, бывшие до этого посадами. После этого новые посады располагались уже за пределами новых крепостей. Киевский подол был окружён окольным городом площадью 200 га в дополнение к Верхнему городу. Ко времени монгольского нашествия (1237—1241) на Руси существовали и другие крупные крепости: Чернигов (160 га), Псков (150 га), Владимир (145 га), Смоленск (100 га), Белгород (97,5 га), Торческ (90 га), Переяславль южный (80 га), Городец Радилов (60 га), Полоцк (58 га), Рязань (53 га). Однако, в основном новые укрепления были представлены лишь острогом, в котором башни были соединены между собой лишь частоколом с заострёнными верхними концами, хотя и стоящим на валу за рвом и имеющим башни с воротами, причём в Новгороде острог иногда строился непосредственно при приближении войск противника. Из перечисленных крепостей только во Владимире вся указанная площадь была обнесена собственно крепостной стеной, однако, составляющие крепости примыкали одна к другой, а не располагались одна внутри другой, что фактически означало один рубеж обороны.

## Осада и оборона укреплений

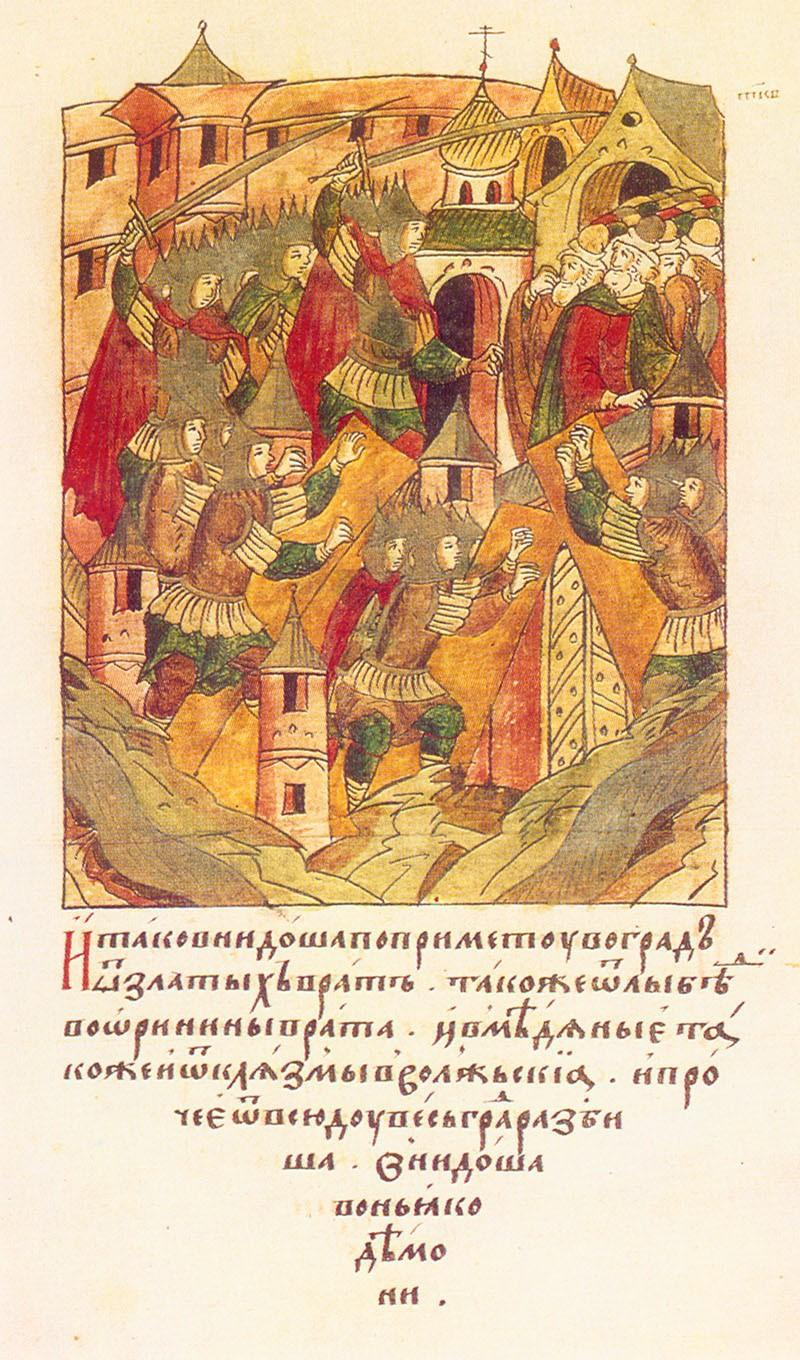
Взятие Владимира монголами. Миниатюра из русской летописи.

Основным методом овладения крепостью в Древней Руси было внезапное нападение. Оно именовалось «изгоном» или «изъездом», стремительность атаки должна была захватить обороняющихся врасплох, не дать им времени организовать защиту укрепления. Однако если атака была отбита или ее считали заранее бесперспективной, тогда поселение подвергалось осаде. В древнерусских летописях ее именуют «облежанием».
Осада города в Древней Руси представляла собой его длительную блокаду. Расчёт делался на нехватку пищи и капитуляцию гарнизона. Осаждающие стремились изолировать его от внешнего мира, лишить источников воды, предотвратить возможные вылазки. Оборонительная тактика довольно подробно описана в летописях в связи с монголо-татарским нашествием на Русь. Они же сообщают данные о методах осады, ставших новшеством для русских защитников крепостей, которые во многом повлияли на быстрое падение практически всех осаждённых монголо-татарами городов.
Штурм крепости в Древней Руси, как правило, был связан со значительными людскими потерями. На него решались только если гарнизон был слаб или укрепления были недостаточно крепкими. Стенобитные машины («пороки») не были широко распространены, поэтому осаждающим приходилось форсировать ров и по приставным лестницам или валам штурмовать стены. Защитники, в свою очередь, вели стрельбу из луков и самострелов по атакующим.
Если враг прорывался внутрь города либо крепости, защитники обороняли каждый дом, а опорными пунктами становились крупные сооружения, в том числе церкви.
На рубеже XII—XIII вв. пассивная осада все чаще уступает место штурму крепости. Рвы забрасывали вязанками хвороста, все большее распространение получали камнемётные машины.
Монголо-татарское нашествие прервало развитие древнерусской фортификации. Армия Батыя имела строгую тактику осады городов, которой подавляющее большинство русских крепостей и укреплений не смогли противостоять. Осаждая город, монголо-татары окружали его частоколом (тыном), чтобы прервать его связи с внешним миром и прикрыть своих стрелков. Камнеметные машины, располагавшиеся на предельной дистанции выстрела из лука (или на полутора таких дистанциях, как под Черниговом в 1239 году), разрушали стены и ворота. Если не удавалось разрушить саму стену, они старались сбить брустверы, за которыми укрывались осаждённые. Лишаясь прикрытия, те не могли стрелять по противнику, в то время как монгольские лучники, по свидетельству летописей, массово обстреливали именно этот участок укреплений, после чего в этом месте следовал штурм.
После монгольского нашествия в землях Северо-Восточной Руси строительство крепостей возобновилось в середине XIV века. В Среднем Поднепровье крепости вновь стали строиться только спустя несколько веков.